# Rio Moruca
O rio Moruca ou rio Moroco é um rio na região de Barima-Waini na parte Noroccidental de Guiana onde também faz parte da Guiana Essequiba zona em Reclamação de Venezuela.
Os povoados ao longo do rio incluem Santa Rosa, Kamwatta e Asakata.
Faz ao redor de 5 300 anos, os aborígenes da etnia uarao desenvolveram no rio Moruca um tipo de canoa ou embarcação que fez possível povoar o Caraíbas.
Durante um período de tempo os neerlandeses mantiveram alguns postos avançados ao longo do rio Moruca. Entre 1830 e 1856 o rio foi a fronteira oriental do Cantón Piacoa.